# Małoje Makarowo (obwód wołogodzki)
Małoje Makarowo (ros. Малое Макарово) – wieś w Rosji, w rejonie mieżdurieczeńskim obwodu wołogodzkiego. W 2010 r. liczyła 3 mieszkańców.